# Bolitoglossa nicefori
Bolitoglossa nicefori é uma espécie de anfíbio caudado pertencente à família Plethodontidae, sub-família Plethodontinae.